# Piuixén
El Piuixén (del Mapudungun "Assecar la gent") és una criatura de la mitologia maputxe que s'alimenta de sang. Aquest terme també designa al ratpenat comú (Desmodus rotundus), fet que fa viable que la llegenda s'inspiri en aquest animal.